# La Popolarissima
La Popolarrisima est une course cycliste italienne disputée au mois de mars à Trévise, en Vénétie. Créée en 1919, elle est inscrite au calendrier de l'UCI Europe Tour depuis 2017, en catégorie 1.2.
Anciennement réservée aux amateurs, elle a révélé de nombreux sprinteurs comme Silvio Martinello, Fabio Baldato, Nicola Minali, Francesco Chicchi, Roberto Ferrari, Jacopo Guarnieri ou Elia Viviani,.
L'édition 2020 est annulée à cause de l'épidémie de maladie à coronavirus

## Palmarès
| Année     | Vainqueur             | Deuxième              | Troisième              |
| --------- | --------------------- | --------------------- | ---------------------- |
| 1919 (I)  | Antonio Dalle Fusine  |                       |                        |
| 1919 (II) | Giovanni Cimetta      |                       |                        |
| 1920 (I)  | Annibale Biasato      |                       |                        |
| 1920 (II) | Attilio Longhetto     |                       |                        |
| 1921 (I)  | Adriano Zanaga        |                       |                        |
| 1921 (II) | Angelo Testa          |                       |                        |
| 1922 (I)  | Gaetano Morbioli      |                       |                        |
| 1922 (II) | Valentino Faccin      |                       |                        |
| 1923      | Livio Cattel (it)     |                       |                        |
| 1924      | Sante Camporese       |                       |                        |
| 1925      | Augusto Dal Cin       |                       |                        |
| 1926      | Mario Lusiani         |                       |                        |
| 1927      | Aldo Canazza          |                       |                        |
| 1928      | Pietro Torres         |                       |                        |
| 1929      | Aimone Altissimo      |                       |                        |
| 1930      | Aimone Altissimo      |                       |                        |
| 1931      | Umberto Censi         |                       |                        |
| 1932      | Gino Zanardo          |                       |                        |
| 1933      | Giovanni Roman        |                       |                        |
| 1934      | Fausto Marion         |                       |                        |
| 1935      | Ottavio Gabrielli     |                       |                        |
| 1936      | Ottavio Gabrielli     |                       |                        |
| 1937      | Giovanni Zandona      |                       |                        |
| 1938      | Giovanni Brotto       |                       |                        |
| 1939      | Giovanni Brotto       |                       |                        |
| 1940      | Oreste Sperandio      |                       |                        |
| 1941      | Silvio Furlan         |                       |                        |
| 1942      | Giovanni Pinarello    |                       |                        |
| 1943      | Giovanni Bonso        |                       |                        |
| 1944      | non disputé           |                       |                        |
| 1945      | Annibale Brasola      |                       |                        |
| 1946      | Annibale Brasola      |                       |                        |
| 1947      | Domenico De Zan       |                       |                        |
| 1948      | Rinaldo Beschi        |                       |                        |
| 1949      | Gino Galeazzi         |                       |                        |
| 1950      | Alberto Gardo         |                       |                        |
| 1951      | Lino Florean          |                       |                        |
| 1952      | Lino Rossato          |                       |                        |
| 1953      | Antonio Uliana        |                       |                        |
| 1954      | Tenaro Codato         |                       |                        |
| 1955      | Giuseppe Vanzella     |                       |                        |
| 1956      | non disputé           |                       |                        |
| 1957      | Pietro Zoppas         |                       |                        |
| 1958      | Dino Liviero          |                       |                        |
| 1959      | Giovanni Tessarolo    |                       |                        |
| 1960      | Vendramino Bariviera  |                       |                        |
| 1961      | Rino Rossetto         |                       |                        |
| 1962      | Enzo Pretolani        |                       |                        |
| 1963      | Edoardo Gregori       |                       |                        |
| 1964      | Luigino Friso         |                       |                        |
| 1965      | Mario Da Dalt         |                       |                        |
| 1966      | Marino Basso          | Pietro Poloni         | Pierluigi Bovone       |
| 1967      | Gianpietro Talpo      | Pierluigi Ongarato    | Pasquale Zanatta       |
| 1968      | Pietro Poloni         |                       |                        |
| 1969      | Nereo Bazzan          |                       |                        |
| 1970      | Nereo Bazzan          |                       |                        |
| 1971      | Luigi Mazzucco        |                       |                        |
| 1972      | Gianni Sartori        |                       |                        |
| 1973      | Antonio Dal Bo        |                       |                        |
| 1974      | Pietro Poloni         |                       |                        |
| 1975      | Luciano Guidolin      | Flavio Martini        | Ferdinando Sabbadin    |
| 1976      | Aldo Borgato          | Adriano Brunello      | Tranquillo Andreetta   |
| 1977      | Adriano Brunello      | Aldo Borgato          | Flavio Martini         |
| 1978      | Pierangelo Bincoletto | Claudio Pettinà       | Massimo Manzotti       |
| 1979      | Giovanni Biason       | Dino Baseggio         | Ireneusz Walczak       |
| 1980      | Graziano Poli         | Mauro Longo           | Emidio Bedendo         |
| 1981      | Franco Simionati      | Luciano Mastellotto   | Claudio Argentin       |
| 1982      | Giancarlo Bada        | Walter Comacchio      | Fabio Parise           |
| 1983      | Silvio Martinello     |                       |                        |
| 1984      | Fabio Parise          | Manrico Ronchiato     | Roberto Toffoletti     |
| 1985      | Federico Ghiotto      | Luciano Mastellotto   | Gianni Sfoggia         |
| 1986      | Ivan Parolin          | Luciano Boffo         | Luigi Simion           |
| 1987      | Giovanni Strazzer     | Giovanni Fidanza      | Endrio Leoni           |
| 1988      | Fabio Baldato         | Mirko Rossato         | Endrio Leoni           |
| 1989      | Orlando Sartori       | Moravio Pianegonda    | Michele Fortin         |
| 1990      | Stefano Checchin      | Mirko Gualdi          | Paolo Fedrigo          |
| 1991      | Desiderio Voltarel    | Luigi Simion          | Mariano Piccoli        |
| 1992      | Nicola Minali         | Alessandro Bertolini  | Luca Pavanello (it)    |
| 1993      | Paolo Voltolini       | Biagio Conte          | Stefano Casagranda     |
| 1994      | Filippo Meloni        | Paolo Passarin        | Alessandro Tresin      |
| 1995      | Franco Maragno        | Nicola Chesini        | Michele Zamboni        |
| 1996      | Gabriele Balducci     | Dario Pieri           | Alessandro Spezialetti |
| 1997      | Luca Cei              | Nicola Chesini        | Antonio Salomone       |
| 1998      | Miguel Ángel Meza     | Wilmer Baldo          | Luca Niccolai          |
| 1999      | Michele Sartor        | Luca Niccolai         | Simone Cadamuro        |
| 2000      | Angelo Furlan         | Cristiano Parrinello  | Luciano Pagliarini     |
| 2001      | Ruslan Pidgornyy      | Dmitri Dementiev      | Mirco Lorenzetto       |
| 2002      | Francesco Chicchi     | Mauro Busato          | Enrico Grigoli         |
| 2003      | Murilo Fischer        | Daniel Zyck           | Mirco Lorenzetto       |
| 2004      | Gianluca Geremia      | Jonathan Righetto     | Stefano Brunelli       |
| 2005      | Luca D'Osvaldi        | Davide Beccaro        | Drasutis Stundžia      |
| 2006      | Roberto Ferrari       | Oscar Gatto           | Andrea Grendene        |
| 2007      | Mauro Abel Richeze    | Andrea Pinos          | Jacopo Guarnieri       |
| 2008      | Jacopo Guarnieri      | Andrea Piechele       | Sacha Modolo           |
| 2009      | Elia Viviani          | Andrea Menapace       | Davide Cimolai         |
| 2010      | Elia Viviani          | Giacomo Nizzolo       | Davide Gomirato        |
| 2011      | Siarhei Papok         | Oleksandr Polivoda    | Andrea Fedi            |
| 2012      | Marco Benfatto        | Alberto Cecchin       | Davide Gomirato        |
| 2013      | Nicola Ruffoni        | Federico Zurlo        | Stefano Perego         |
| 2014      | Nicolas Marini        | Liam Bertazzo         | Mattia De Mori         |
| 2015      | Rino Gasparrini       | Marco Maronese        | Xhuliano Kamberaj      |
| 2016      | Riccardo Minali       | Rino Gasparrini       | Matteo Malucelli       |
| 2017      | Filippo Calderaro     | Damiano Cima          | Leonardo Bonifazio     |
| 2018      | Giovanni Lonardi      | Filippo Fortin        | Nicolas Dalla Valle    |
| 2019      | Nicola Venchiarutti   | Cristian Rocchetta    | Samuele Zambelli       |
| 2020-2021 | annulée               | annulée               | annulée                |
| 2022      | Nicolás Gómez         | Francesco Della Lunga | Matteo Baseggio        |
| 2023      | Davide Persico        | Francesco Della Lunga | Giosuè Epis            |
| 2024      | Daniel Skerl          | Simone Buda           | Carlos Alfonso García  |
| 2025      | Ivan Smirnov          | Matteo Baseggio       | Lev Gonov              |